# Короб (Мінська область)
Ко́роб (біл. вёска Кораб) — село в складі Червенського району Мінської області, Білорусь. Село підпорядковане Рованичівській сільській раді, розташоване в центральній частині області.